# 伊丹十三
伊丹十三（日语：／ Itami Jūzō，1933年5月15日—1997年12月20日），日本導演，本名：、戶籍名為：，是宮本信子的丈夫，大江健三郎是其妹夫與終身好友。1933年5月15日、生於日本京都市右京區鳴瀧泉谷町。二戰後，曾就讀「京都師範付屬國民學校」後轉入「京都府立第一中學校」再轉入「愛媛縣立松山東高等學校」然後再轉入「愛媛縣立松山南高等學校」和「舞台藝術學院」（專門學校）。
26歲時，加入「大映株式會社」（角川映畫的前身）擔任演員。1983年，『細雪』一部作品獲得助演男演員獎。伊丹十三利用以前擔任過演員、小品文學作者、實錄作家、CM作家、插圖畫家及商業設計師等的豐富經歷，運用在電影作品之中，讓他在1984年，51歲時，以《禮儀式》一部作為電影導演初次亮相的作品，便受到在日本國內高度的評價，並獲得日本電影金像獎最佳影片獎。之後的《蒲公英》、《女稅務員》等，讓他在日本電影界成功建立起自己的品牌。
1992年5月、描述對抗黑道人物的女律師的《民暴之女》一部作品公開後，遭山口組後藤組組員襲擊重傷。1997年12月20日，伊丹從東京麻布的高級公寓跳樓自殺。有傳是因日本寫真週刊誌的不倫疑惑報導，伊丹以死明證其清白；但亦有日本前黑道成員指出伊丹是被黑道強迫自殺。
伊丹死后，妹夫大江发表作品《換取的孩子》以悼念。

## 作品
- 禮儀式（日语：お葬式）（1984年）
- 蒲公英（日语：タンポポ (映画)）（1985年）
- 女稅務員（日语：マルサの女）（1987年）
- 女稅務員2（日语：マルサの女2）（1988年）
- 鴻運女（1990年）
- 民暴之女（日语：ミンボーの女）（1992年）
- 大病人（日语：大病人）（1993年）
- 寂静的生活（日语：静かな生活）（1995年）
- 超市之女（日语：スーパーの女）（1996年）
- 被監護的女人（日语：マルタイの女）（1997年）